# 449 f.Kr.

## Händelser

### Efter plats

#### Grekland
- De grekiska stadsstaterna sluter Kalliasfreden med Persiska riket (uppkallad efter den ambassadör grekerna har skickat till det persiska hovet - en atenare, som är svåger till Kimon). Aten går med på att sluta stödja det egyptiska upproret, som fortfarande pågår i Nildeltat, medan perserna går med på att inte skicka krigsfartyg till Egeiska havet. Därmed kontrollerar Aten nu i praktiken alla stadsstater i Jonien och det grekisk-persiska kriget, som har rasat i ungefär ett halvsekel, är slut.
- Perikles inleder en storartad ombyggnadsplan, vilket inkluderar en återbefästning av Pireus och dess långa murar till Aten.
- Perikles föreslår en "kongressförordning" som beviljar 9 000 talenter till finansierandet av det atenska templens massiva återuppbyggnadsprogram. Detta leder till ett möte ("kongress") mellan alla grekiska stadsstater, för att diskutera frågan om återupbyggnad av de tempel, som perserna har förstört. Kongressen misslyckas på grund av Spartas motstånd.
- Perikles ger den atenske skulptören Fidias befälet över alla konstnärliga aspekter på hans rekonstruktionsprogram. Man börjar bygga Hefaistos tempel i Aten, medan den atenska senaten ger Kallikrates i uppdrag att bygga ett tempel åt Athena Nike på Akropolis.
- Det andra heliga kriget utbryter mellan Aten och Sparta, när Sparta med våld avskiljer Delfi från Fokis och gör det självständigt.

#### Romerska republiken
- De tolv tavlornas lag, utvecklad av decemviratet, antas formellt. Dessa lagar har bokstavligen skrivits upp på tolv elfenbenstavlor, som har satts upp på Forum Romanum, så att alla romare skall kunna läsa och känna till dem.
- När decemviratets mandatperiod går ut vägrar dess medlemmar av lämna sina poster, eller att några efterträdare skulle få tillträda. Appius Claudius Crassus sägs ha fattat ett orättvist beslut, som ska ha tvingat en ung kvinna vid namn Verginia att prostituera sig, varför hennes far ska ha dödat henne. Detta leder till ett uppror mot decemviratet, vilket tvingar dess medlemmar att avgå från sina poster. De ordinarie magistraterna (magistratus ordinarii) återinsätts och Appius Claudius sägs ha begått självmord efter dessa händelser.

### Efter ämne

## Avlidna
- Appius Claudius Crassus, romersk statsman och decemvir (självmord)